# Mickey Bricks
Michael Stone, es un personaje ficticio de la serie de la serie televisión británica Hustle, interpretado por el actor Adrian Lester del 24 de febrero del 2004 al 14 de abril del 2006 y del 8 de enero del 2009 hasta el 17 de febrero del 2012.
Adrian dejó la serie y no apareció durante la cuarta temporada, sin embargo regresó a la serie para la quinta temporada.

## Biografía
Conocido también bajo el nombre de Mickey Bricks, es "el cerebro" del grupo, además del líder. Es un estafador muy experimentado, experto en estafas a gran escala. A lo largo de su carrera, ha ido ganando reconocimiento en todo el país por su inteligencia y perfeccionismo, llegando a ser requerido por muchas bandas de fraude (en el primer episodio se dice que la captura de Stone sería el mayor logro de la policía). 